# Aloe percrassa
Aloe percrassa är en grästrädsväxtart som beskrevs av Agostino Todaro. Aloe percrassa ingår i släktet Aloe och familjen grästrädsväxter. Inga underarter finns listade i Catalogue of Life.